# Morgane - Detective geniale
Morgane - Detective geniale (HPI - Haut potentiel intellectuel) è una serie televisiva franco-belga ideata da Alice Chegaray-Breugnot, Stéphane Carrié e Nicolas Jean. Dal 2024 è in produzione un remake statunitense intitolato High Potential.

## Trama

### Prima stagione
Lilla, Francia. Morgane Alvaro è una donna delle pulizie di 38 anni che, per una circostanza fortuita, aiuta la polizia giudiziaria a risolvere un caso difficile, nonostante la diffidenza dell'Ispettore Adam Karadec. Morgane è una madre single di tre figli avuti da due uomini diversi, ma, soprattutto, è un soggetto ad alto potenziale cognitivo, con 160 di quoziente intellettivo, il che la porta a vedere ragionamenti e soluzioni che altre persone non vedono. Céline Hazan, il commissario, le farà allora una proposta di collaborazione più continuativa. Morgane sulle prime rifiuta, perché è insofferente nei confronti dell'autorità e particolarmente della polizia. Ma poi decide di accettare perché in cambio della sua consulenza chiede che vengano riprese le ricerche del suo primo compagno, Romain, sparito nel nulla 15 anni prima.

### Seconda stagione
L'attività di Morgane Alvaro come consulente della Polizia di Lilla prosegue, mentre la sua vita personale è sempre più "incasinata", tra figli, compagno (Ludo) che perde la pazienza per sopportarla e la chiara attrazione verso l'ispettore Karadec, il quale, però nel corso degli episodi si lega sentimentalmente a un'altra donna, Roxane Acher.

## Episodi
| Stagione         | Episodi | Prima TV originale | Prima TV Italia |
| ---------------- | ------- | ------------------ | --------------- |
| Prima stagione   | 8       | 2021               | 2021            |
| Seconda stagione | 8       | 2022               | 2022            |
| Terza stagione   | 8       | 2023               | 2023            |
| Quarta stagione  | 8       | 2024               | 2025            |
| Quinta stagione  | 8       | 2025               | inedita         |

## Personaggi

### Personaggi principali
- Morgane Alvaro (stagioni 1-in corso), interpretata da Audrey Fleurot, doppiata in italiano da Anna Cugini.
Una donna piuttosto eccentrica che grazie al suo alto QI collabora con la polizia indagando su misteri irrisolti, diventando consulente della Direzione Interregionale della Polizia Giudiziaria di Lilla. Però in cambio richiede più soldi e far indagare sul suo ex marito scomparso da 14 anni.
- Adam Karadec (stagioni 1-in corso), interpretato da Mehdi Nebbou, doppiato in italiano da Andrea Lavagnino.
Ispettore  di polizia del distretto per il quale collabora Morgane. È molto professionale con le procedure e inizialmente scettico su Morgane, ma finisce con l'innamorarsene.
- Gilles Vandraud (stagioni 1-in corso), interpretato da Bruno Sanches, doppiato in italiano da Gianluca Crisafi.
Collega di Adam, spesso in coppia con lui. È una persona molto gentile, disponibile e tranquilla ma non sa mantenere i segreti.
- Céline Hazan (stagioni 1-in corso), interpretata da Marie Denarnaud, doppiata in italiano da Emanuela Damasio.
Superiore e collega di Adam, è stata la prima a rendersi conto della possibilità di sfruttare le capacità di Morgane per indagare. Difende Morgane durante l'indagine con gli affari interni.
- Daphné Forestier (stagioni 1-in corso), interpretata da Bérangère McNeese, doppiata in italiano da Monica Vulcano.
Poliziotta del distretto che si occupa di materiale digitale.
- Théa Alvaro (stagioni 1-in corso), interpretata da Cypriane Gardin, doppiata in italiano da Giorgia Venditti.
Figlia adolescente di Morgane, avuta dal primo compagno Romain, si sente esclusa in quanto non possiede le capacità intellettive della madre e del fratellino.
- Eliott Mullier (stagioni 1-in corso), interpretato da Noé Vandevoorde, doppiato in italiano da Edoardo Vivio.
Figlio piccolo di Morgane, possiede le stesse capacità della madre. È in parte arrabbiato con la madre per la sicurezza economica precaria in cui lei fa vivere i figli.
- Roxane Ascher (stagione 2-in corso), interpretata da Clotilde Hesme.
Agente degli Affari Interni, per un po' indaga su Morgane per capire se a causa dei suo modo di agire poco ortodosso è adatta a lavorare con la polizia. Inizia una relazione con Karadec, col quale è molto affine, e ha dei buoni rapporti con tutti.
- Timothée Guichard (stagione 3-in corso), interpretato da Jérémy Lewin.

### Altri personaggi
- Henri (stagioni 1-in corso), interpretato da Rufus, doppiato in italiano da Stefano Oppedisano.
Anziano vicino di casa di Morgane, spesso la aiuta nelle sue faccende.
- Ludovic Mullier (stagioni 1-in corso), interpretato da Cédric Chevalme, doppiato in italiano da Alessandro Budroni.
Ex marito di Morgane, dal quale ha avuto Eliott e Chloé.
- Dottor Bonnemain (stagioni 1-in corso), interpretato da Cristopher Bayemi, doppiato in italiano da Fabio Gervasi.
Medico del distretto con cui collabora Morgane, dedito alle analisi mediche e scientifiche dei cadaveri ritrovati.
- Ranir (stagione 1), interpretato da Akache Busiah, doppiato in italiano da Stefano Oppedisano.
Proprietario di un ristorante indiano.
- Agnes Alvaro (stagioni 1-in corso), interpretata da Michéle Moretti, doppiata in italiano da Mirta Pepe.
Madre di Morgane.
- Sofiane Karadec (stagione 1 e 3), interpretato da Omar Mebrouk, doppiato in italiano da Angelo Evangelista.
Fratello disabile di Adam, si trasferisce a Quiberon.
- Serge Alvaro (stagioni 2-in corso), interpretato da Patrick Chesnais. Padre di Morgane.

## Produzione

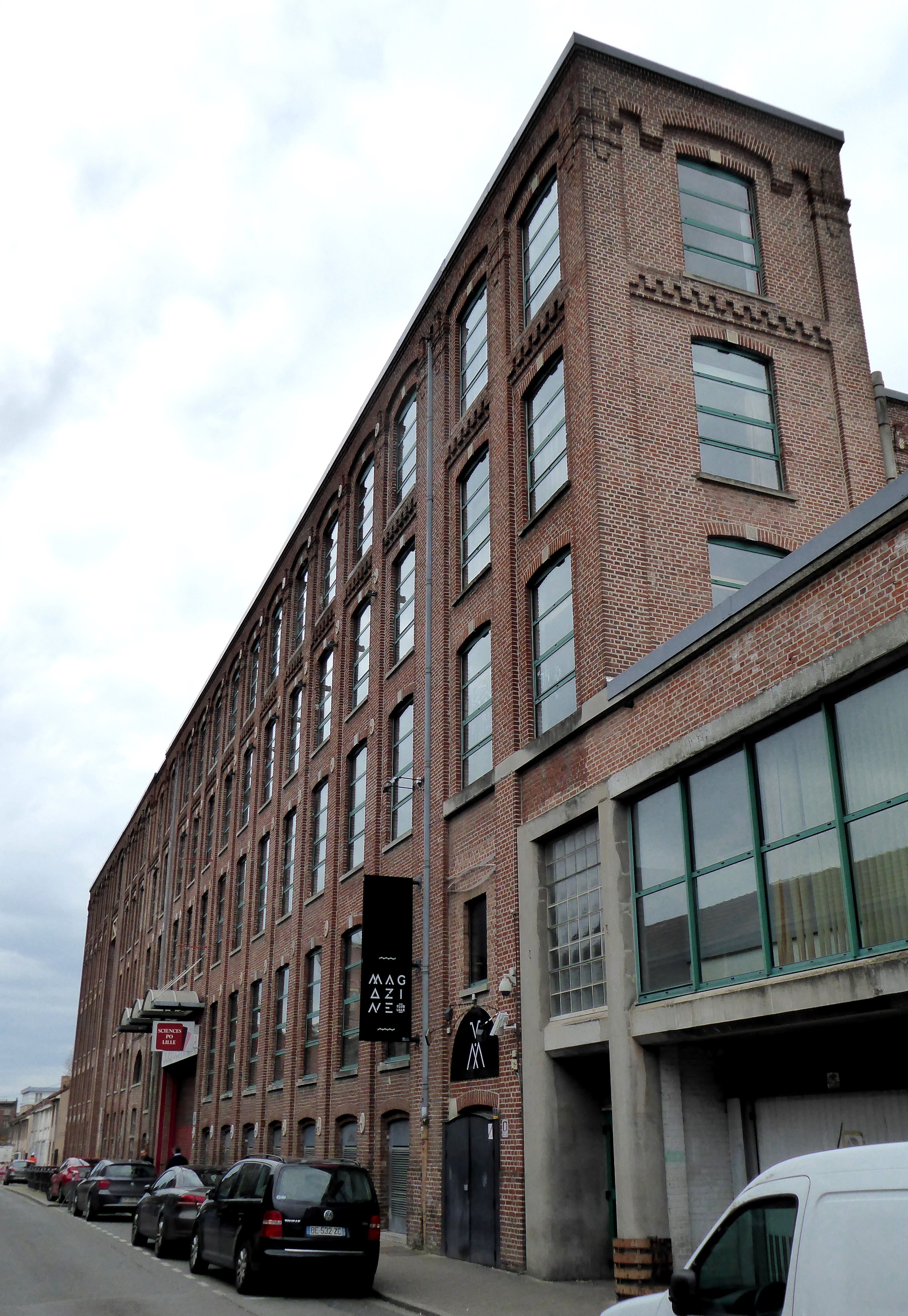
Il vecchio edificio di Sciences Po Lille, situato nel quartiere Lilla-Moulins, funge da centrale di polizia.

Alice Chegaray-Breugnot, una degli ideatori della serie, ha spiegato che Morgane Alvaro, il personaggio interpretato da Audrey Fleurot, è stata inizialmente ispirata dalla sindrome di Asperger, ma che non aveva intenzione di caratterizzarla con lo stereotipo dell'ossessione per la matematica e i numeri. Si è poi deciso di renderla semplicemente una donna con un'intelligenza nettamente superiore alla media.
(Audrey Fleurot)
Le riprese della prima stagione si sono svolte tra novembre 2019 e novembre 2020 in Alta Francia, all'interno della metropoli europea di Lilla, più precisamente nei comuni di Lambersart, Lilla, Ronchin, Roubaix, Tourcoing, Villeneuve-d'Ascq, Wattignies e Dunkerque. Le riprese presso l'ex edificio Sciences Po Lille, teatro del commissariato di polizia, sono state effettuate tra la fine del 2019 e agosto 2020.
Il 10 maggio 2021 Patrice Onfray, produttore esecutivo della serie, intervistato da La Voix du Nord, ha confermato la produzione di una seconda stagione, specificando: «Lo scouting per trovare i luoghi che fungeranno da scenografie dovrebbe avvenire ad agosto, mentre la registrazione dovrebbe iniziare a metà ottobre e proseguirà, con interruzioni, fino a metà febbraio [del 2022]». Le riprese si sono tenute sempre nell'Alta Francia.

## Colonna sonora
La colonna sonora, composta da Yannis Dumoutiers, è stata pubblicata dall'etichetta “B Original” il 4 giugno 2021.
1. HPI générique – 0:42
2. Révélations – 2:50
3. Démonstrations – 1:08
4. Morgane – 0:41
5. La planque – 2:26
6. Découverte – 1:57
7. Le pacte – 1:01
8. Théa – 1:32
9. Visions – 1:09
10. Morgane & Karadec – 1:40
11. Le parking – 1:12
12. Romain – 2:56
13. Gilles – 1:41
14. Les aveux – 4:06
15. L'échange – 2:25
16. Père & fils – 1:41
17. La vérité – 2:00
18. Haut potentiel intellectuel – 1:50
19. Transplantation – 4:44

## Accoglienza

### Critica francese
| Critica             | Critica     |
| ------------------- | ----------- |
| AlloCiné (media)    | [ 8 ]       |
|                     |             |
| Testata             | Valutazione |
| Le Parisien         |             |
| Télé 7 Jours        |             |
| Le Figaro           |             |
| Le Monde            |             |
| Télé Z              |             |
| Télécâble Sat Hebdo |             |
| Télérama            |             |

(Carine Didier, Le Parisien, 16 aprile 2021)
(Constance Jamet, Julia Baudin e Céline Fontana, Le Figaro, 26 aprile 2021')
(Audrey Fournier, Le Monde, 29 aprile 2021)
(Télécâble Sat Hebdo)
(Isabelle Poitte, Télérama)

### Critica italiana
(Francesca D'Angelo, Rolling Stone, 28 settembre 2021)
(Aldo Grasso, Corriere della Sera, 29 settembre 2021)

## Riconoscimenti
- 2021 – Association des Critiques de Séries[16]
  - Candidatura per la miglior attrice ad Audrey Fleurot